# Ted Budd
Theodore Paul Budd, detto Ted (Winston-Salem, 21 ottobre 1971), è un politico statunitense, senatore per lo stato della Carolina del Nord dal 2023 ed in precedenza membro della Camera dei Rappresentanti per lo stesso stato dal 2017 al 2023.

## Biografia
Budd nasce a Winston-Salem nel 1971.
Budd frequenta la Davie County High School, diplomandosi nel 1990. Frequenta poi la Appalachian State University, dove studia business, laureandosi nel 1994. Budd ottiene poi un master in teologia e amministrazione commerciale alla Wake Forest University School of Business. Possiede un negozio di armi a Rural Hall, piccolo centro abitato a nord di Winston-Salem.
Dopo che nel 2016 il deputato uscente George Holding scelse di ricandidarsi nel secondo distretto della Carolina del Nord invece che nel tredicesimo a causa della riorganizzazione dei distretti nello stato avvenuta durante il suo mandato, Budd fu uno dei 17 candidati del Repubblicano a candidarsi alle primarie per il seggio del tredicesimo distretto alla Camera dei Rappresentanti e le vinse con circa il 20% dei voti. Alle elezioni generali dell'8 novembre sfida il democratico Buce Davis, ex commissario della Contea di Guilford. Budd vince le elezioni son il 56% dei voti venendo eletto deputato.
Riconfermato per altri due mandati da deputato, nel 2022 si candidò al Senato e risultò eletto.